# یان سیکورا
یان سیکورا (چکی: Jan Sýkora؛ زادهٔ ۲۹ دسامبر ۱۹۹۳) بازیکن فوتبال اهل جمهوری چک است.
از باشگاه‌هایی که در آن بازی کرده‌است می‌توان به باشگاه فوتبال اسلاویا پراگ، باشگاه فوتبال ویکتوریا پلزن، باشگاه فوتبال باومیت یابلونتس، باشگاه فوتبال اسپارتا پراگ، باشگاه فوتبال زبرویوفکا برنو، باشگاه فوتبال لخ پوزنان، و باشگاه فوتبال اسلوان لیبرتس اشاره کرد.
وی همچنین در تیم‌های ملی فوتبال زیر ۲۱ سال جمهوری چک، و جمهوری چک بازی کرده‌است.